# Tsubata
Tsubata (津幡町, Tsubata-machi) est un bourg du district de Kahoku, dans la préfecture d'Ishikawa, au Japon.

## Géographie

### Situation
Tsubata est situé au centre de la préfecture d'Ishikawa.

### Démographie
Au 1er février 2014, la population de Tsubata s’élevait à 36 952 habitants pour une superficie de 110,44 km2.

## Histoire
Le bourg moderne de Tsubata a été fondé le 1er avril 1889.

## Transports
Tsubata est desservi par trois lignes ferroviaires :  
- la Ainokaze Toyama Railway
- la IR Ishikawa Railway
- la Nanao

La Gare de Tsubata est la principale gare de la commune.